# Encounters at the End of the World
Encounters at the End of the World é um documentário em longa-metragem de 2008 dirigido por Werner Herzog. Como reconhecimento, foi nomeado ao Oscar 2009 na categoria de Melhor Curta-metragem.